# Arménia no Festival Eurovisão da Canção 2010
A Arménia foi o vigéssimo terceiro país a confirmar a sua presença no Festival Eurovisão da Canção 2010, a 3 de Agosto de 2009. 

## Selecção Nacional
A ARMTV, a 21 de Agosto de 2009, realizou as primeiras declarações, depois da confirmação da sua participação em Oslo. A cadeia televisiva constatou que se encontra a estudar uma forma de selecção para a escolha do representante, e que todos os detalhes serão revelados em Dezembro de 2009 .